# Estola similis
Estola similis är en skalbaggsart som beskrevs av Stefan von Breuning 1940. Estola similis ingår i släktet Estola och familjen långhorningar. Inga underarter finns listade i Catalogue of Life.